# Gaston Calixte
Pas d'image ? Cliquez ici

a Compétitions nationales et continentales officielles uniquement.

b Matchs officiels uniquement.
Gaston Calixte, né le 7 juin 1923 à Nissan-lez-Enserune et mort le 28 juin 1992 à Camburat, est un joueur de rugby à XIII français évoluant au poste de demi de mêlée ou de troisième ligne. Il a évolué au sein du club de Villeneuve-sur-Lot.
Ses performances en club en rugby à XIII lui ont ouvert les portes de la sélection française et y devient incontournable dans les années 1940 et 1950 avec laquelle il prend part à la tournée de l'équipe de France en 1951. Il devient par la suite entraîneur dont cinq années à Lézignan puis s'est occupé de la formation à Béziers mais en rugby à XV.

## Biographie
Gaston René Calixte naît le 7 juin 1923 à Nissan-lez-Enserune. Son père, Alexandre Pierre Calixte (né le 28 juin 1899 à Nissan-lez-Enserune et mort le 18 avril 1966 dans la même ville), est cultivateur, et sa mère, Joséphine Calmet (née le 20 août 1901 à Lespignan et mort le 4 août 1993 à Guilherand-Granges), sans profession. G. Calixte épouse le 18 décembre 1947 à Villeneuve-sur-Lot Carmen Brousse (née le 25 mars 1924 à Villeneuve-sur-Lot et morte le 21 janvier 2007 à Béziers), avec qui il a deux enfants.
Il fait ses débuts en équipe de France le 8 décembre 1946 contre l'Angleterre en succédant à Maurice Brunetaud. Il s'agit de sa première des dix-sept sélections qui l'emmènent jusqu'à la tournée historique de l'équipe de France en 1951 en compagnie de Puig-Aubert, Raymond Contrastin, Joseph Crespo et Vincent Cantoni.
Il s'est par la suite occupé des jeunes du jardin de l'AS Béziers ayant formé notamment Armand Vaquerin, futur international français de rugby à XV.

## Palmarès en tant que joueur
- Collectif :
  - Vainqueur de la Coupe d'Europe des nations : 1949 et 1951 (France).
  - Finaliste de la Coupe de France : 1953 (Villeneuve-sur-Lot).

### Détails en club
| Saison    | Saison        | Championnat           | Championnat | Coupe           | Coupe      | Sélection | Sélection | Sélection | Sélection | Sélection | Sélection | Sélection |
| Saison    | Saison        | Comp.                 | Class.      | Comp.           | Class.     | Comp.     | M         | Pts       | Ess.      | Buts      | Dp.       |           |
| --------- | ------------- | --------------------- | ----------- | --------------- | ---------- | --------- | --------- | --------- | --------- | --------- | --------- | --------- |
| 1944-1945 | US Villeneuve | Championnat de France | ?           | Coupe de France | 1/2 finale |           |           |           |           |           |           |           |
| 1945-1946 | US Villeneuve | Championnat de France | ?           | Coupe de France | 1/2 finale | CE        | 1         | -         | -         | -         | -         |           |
| 1946-1947 | US Villeneuve | Championnat de France | 9e          | Coupe de France | 1/8 finale | CE        | 3         | 3         | 1         | -         | -         |           |
| 1947-1948 | US Villeneuve | Championnat de France | 8e          | Coupe de France | 1/4 finale | CE        | 4         | 6         | 2         | -         | -         |           |
| 1948-1949 | US Villeneuve | Championnat de France | 9e          | Coupe de France | 1/4 finale | CE        | 5         | 3         | 1         | -         | -         |           |
| 1949-1950 | US Villeneuve | Championnat de France | 5e          | Coupe de France | 1/8 finale | CE        | 1         | -         | -         | -         | -         |           |
| 1950-1951 | US Villeneuve | Championnat de France | 5e          | Coupe de France | 1/8 finale | CE        | 1         | -         | -         | -         | -         |           |
| 1951-1952 | US Villeneuve | Championnat de France | 1/2 finale  | Coupe de France | 1/2 finale |           |           |           |           |           |           |           |
| 1952-1953 | US Villeneuve | Championnat de France | 6e          | Coupe de France | Finaliste  |           |           |           |           |           |           |           |
| 1953-1954 | US Villeneuve | Championnat de France | 1/2 finale  | Coupe de France | 1/8 finale |           |           |           |           |           |           |           |
| 1954-1955 | XIII Catalan  | Championnat de France | 6e          | Coupe de France | 1/2 finale |           |           |           |           |           |           |           |

## Palmarès en tant qu'entraîneur
- Collectif :
  - Vainqueur du Championnat de France : 1961 et 1963 (Lézignan).